# Les Corps glorieux
Les Corps glorieux est une œuvre musicale pour orgue composée à l'été 1939 à Saint-Théoffrey (Isère)  par Olivier Messiaen. L'œuvre a été terminée le 25 août 1939, une semaine avant la déclaration de la Seconde Guerre mondiale. Elle a été créée en avril 1945, avec l'auteur lui-même aux grandes orgues du Palais de Chaillot.
Cette œuvre marque une évolution dans le langage musical d'Olivier Messiaen avec l'assimilation de la musique indienne et du plain-chant grégorien. 

## Structure
Les Corps glorieux sont divisés en sept mouvements  :
1. Subtilité des Corps Glorieux « Leur corps, semé corps animal, ressuscitera corps spirituel. » « Et ils seront purs comme les anges de Dieu dans le ciel. » (1 Corinthiens 15 : 44 ; Matthieu 22 : 30)
2. Les eaux de la Grâce « L’Agneau, qui est au milieu du trône, conduira les élus aux sources des eaux de la vie. » (Apocalypse 7 : 17)
3. L'ange aux parfums « La fumée des parfums, formés des prières des saints, monta de l’ange devant Dieu. » (Apocalypse 8 : 4)
4. Combat de Mort et de la Vie « La mort et la vie ont engagé un stupéfiant combat ; l’Auteur de la vie, après être mort, vit et règne ; et il dit : Mon Père, je suis ressuscité, je suis encore avec toi. » (Missel, Séquence et Introït de Pâques)
5. Force et agilité des Corps Glorieux « Leur corps, semé dans la faiblesse, ressuscitera plein de force » (1 Corinthiens 15 :43)
6. Joie et clarté des Corps Glorieux « Alors les justes resplendiront comme le soleil dans le royaume de leur Père. » (Matthieu 13 : 43)
7. Le Mystère de la Sainte-Trinité « Ô Père tout puissant, qui, avec votre Fils unique et le Saint Esprit, êtes un seul Dieu ! Non dans l’unité d’une seule personne, mais dans la Trinité d’une seule substance. » (Missel, Préface de la Sainte Trinité)

## Discographie
- L'Ascension, Les Corps glorieux par Louis Thiry à l'orgue Metzler de la Cathédrale Saint-Pierre de Genève, 1972 Calliope. Enregistrement couronné par le Grand Prix de l'Académie Charles-Cros et par un Diapason d'or.
- L'Ascension, Les Corps glorieux, par Jennifer Bate aux grandes orgues de la Cathédrale Saint-Pierre de Beauvais. Unicorn-Kanchana, 1980
- Diptyque, 1930 Les Corps glorieux, 1939 par Jon Gillock à l'orgue de la Sainte-Trinité de Paris enr. en 1995 Jade.